# 具枕鼠尾粟
具枕鼠尾粟（学名：Sporobolus pulvinatus），为禾本科鼠尾粟属下的一个植物种。